# 41-ша гвардійська стрілецька дивізія (СРСР)
41-ша гвардійська стрілецька дивізія (41 гв. СД) — військове з'єднання Червоної армії, що існувало у 1942—1945 роках.
Шлях з'єднання проліг від Сталінграда до Австрії — через Україну, Молдову, Румунію, Угорщину. Особливо дивізія відзначилась в Корсунь-Шевченківській битві і Яссько-Кишинівській операції. Вісім її воїнів стали Героями Радянського Союзу.
Після декількох реоорганізацій, дивізія з 1965 року була перефомована як 41-ша гвардійська танкова дивізія.

## Історія
З 3 по 7 серпня 1942 році 10-й повітрянодесантний корпус був переформований на 41-шу гвардійську стрілецьку дивізію.
З 9 по 11 серпня цього ж року частини дивізії були завантажені в ешелони і направлені в район зосередження станції Лог Сталінградської залізниці.
Зосередження всієї дивізії на станції Лог було завершено 16 серпня.
З 17 серпня частини дивізії вступили в бій з противником в районі Новогригор'ївської на західному березі р. Дон. В період з 17 серпня 30 серпня 1942 року дивізія вела напружені наступальні бої з супротивником.
За успішні дії всьому особовому складу дивізії Військовою Радою 1-ї гв. Армії була оголошена подяка.
В період з 31 серпня по 2 вересня дивізія здійснила марш близько 120 км і зосередилась в новому районі — 20 км південно-західних хуторів Заварикін та Медведів.
Згідно директиви ЗС ЦГВ (центральної групи військ) № орг/1/00384 від 11.10.1945 р. дивізія була переформована в 18-ту гвардійську механізовану дивізію.

## Структура

### 1942
- 122 гвардійський стрілецький полк
- 124 гвардійський стрілецький полк
- 126 гвардійський стрілецький полк